# A Fidzsi-szigetek az 1960. évi nyári olimpiai játékokon
A Fidzsi-szigetek az olaszországi Rómában megrendezett 1960. évi nyári olimpiai játékok egyik részt vevő nemzete volt.

## Atlétika
Férfi
| Versenyző           | Versenyszám | Előfutam | Előfutam | Előfutam | Negyeddöntő | Negyeddöntő | Negyeddöntő | Elődöntő | Elődöntő | Elődöntő | Döntő   | Döntő    |
| Versenyző           | Versenyszám | Idő      | Hely.    | Össz.    | Idő         | Hely.       | Össz.       | Idő      | Hely.    | Össz.    | Idő     | Helyezés |
| ------------------- | ----------- | -------- | -------- | -------- | ----------- | ----------- | ----------- | -------- | -------- | -------- | ------- | -------- |
| Sitiveni Moceidreke | 100 m       | 10,8     | 3.       | 25.***   | 10,7        | 7.          | 19.*        | kiesett  | kiesett  | kiesett  | kiesett | kiesett  |
| Sitiveni Moceidreke | 200 m       | 21,8     | 4.       | 30.**    | kiesett     | kiesett     | kiesett     | kiesett  | kiesett  | kiesett  | kiesett | kiesett  |

| Versenyző       | Versenyszám   | Selejtező | Selejtező | Döntő    | Döntő    |
| Versenyző       | Versenyszám   | Eredmény  | Helyezés  | Eredmény | Helyezés |
| --------------- | ------------- | --------- | --------- | -------- | -------- |
| Mesulame Rakuro | Diszkoszvetés | 47,18 m   | 32.       | kiesett  | kiesett  |

* - négy másik versenyzővel azonos időt ért el

** - öt másik versenyzővel azonos időt ért el

*** - hat másik versenyzővel azonos időt ért el